# さいち

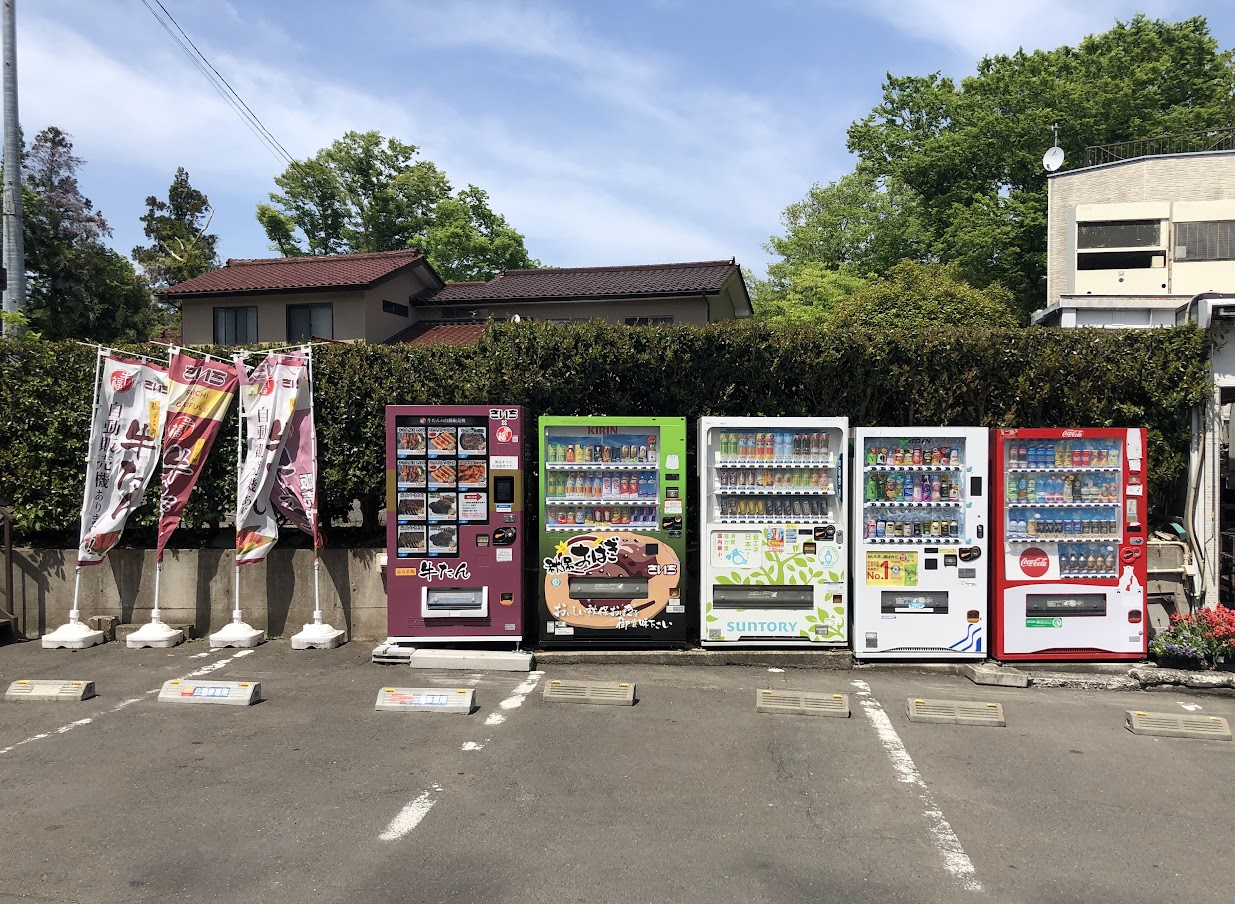
オリジナル自販機

株式会社佐市は、宮城県仙台市太白区の秋保温泉にあるスーパーマーケット「主婦の店さいち」を運営する企業。CGCグループ加盟。

## 概要
宮城の奥座敷と称される秋保温泉に位置しており、店舗は80坪程度の小ぶりなものである。品揃えは生鮮食品、菓子、雑貨、酒など一般的なスーパーマーケットと同等だが、その中でもおはぎ（商標名は「秋保おはぎ」）と惣菜が特徴的であり、年商の約半分がおはぎと惣菜の売り上げが占めている。
元は家業としてよろず商店を営んでいたが、1979年（昭和54年）に現在のようなスーパーマーケットへと業態転換。当初、おはぎは売られていなかったが、地域住民からの要望により販売を開始し、手作りの総菜とともに「安くておいしい」と評判になった。次第にテレビでも取り上げられるようになり、遠方からの買い物客が後を耐えなくなった。おはぎは平日に平均で4,000～6,000個、休日は10,000個以上売れることもあるという。おはぎは、北海道産の小豆と、宮城県産のみやこがねとササニシキのブレンド米を用いており、味付けは砂糖と塩のみである。そのため、おはぎは日持ちせず、消費期限は当日のみに設定されている。また、冷凍宅配などのサービスは行われていないため、現地でのみ味わうことができる。なお、2022年現在は仙台駅でも販売が行われている。
また、店舗では同業からの研修や視察を無料で引き受けており、おはぎや惣菜の製造工程などを公開している。これまでに500社以上が研修や視察に訪れている。また、チラシは出さず、他店との価格競争を避けるために特売も原則行わないといった特色を持つ。
2021年7月、東京駅構内のグランスタ地下1階「スクエアゼロ」の期間限定産直市において初の東京進出を果たした。
2023年4月28日、チロルチョコがさいちとコラボレーションしたお菓子を販売。
2024年（令和6年）5月22日、創業者の佐藤啓二が89歳で死去。

## 営業時間
- 9:00 - 19:00[3]
定休日：第2・第4水曜（祝日の場合は営業）
8月と12月は定休日の変更あり

## アクセス
- JR東日本 仙台駅前より宮城交通バス秋保線で「秋保温泉湯元」、またはタケヤ交通バス（西部ライナー）で「佐勘前」下車すぐ
- JR東日本仙山線 愛子駅よりバスで15分